# NGC 6623
NGC 6623 ist eine elliptische Galaxie vom Hubble-Typ E1 im Sternbild Herkules am Nordsternhimmel. Sie ist schätzungsweise 223 Millionen Lichtjahre von der Milchstraße entfernt.
Das Objekt wurde am 6. Juni 1864 vom deutschen Astronomen Albert Marth entdeckt.